# Roca del Corb (Vallès Occidental)
La Roca del Corb és un turó de 878 m que es troba al termener entre els municipis de Matadepera i Terrassa, a la comarca del Vallès Occidental. A la base del cim hi havia una base de protecció antiaèria que donava servei a la torre Salvans, mas que s'utilitzà per allotjar la família del president Azaña durant els últims anys de la Guerra Civil espanyola. Per error algunes edicions de mapa cataloguen aquesta base com a búnquer de l'Azaña.